# Vándorantilop
A vándorantilop (Antidorcas marsupialis) az emlősök (Mammalia) osztályának párosujjú patások (Artiodactyla) rendjébe, ezen belül a tülkösszarvúak (Bovidae) családjába és az antilopformák (Antilopinae) alcsaládjába tartozó faj.
Nemének a típusfaja és egyben az egyetlen élő képviselője is.

## Előfordulása
Száraz, nyílt síkságok és gyéren benőtt dombvidékek Afrika déli részén, a vándorantilop élőhelye. Botswana, Namíbia, Angola és a Dél-afrikai Köztársaság területén fordul elő.

## Alfajai
- Antidorcas marsupialis angolensis (Blaine, 1922)
- Antidorcas marsupialis hofmeyri (Thomas, 1926)
- Antidorcas marsupialis marsupialis (Zimmermann, 1780)

## Megjelenése
A vándorantilop hossza: bika 125-150 centiméter, tehén 120-145 centiméter. Marmagasság: bika 75-90 centiméter, tehén 68-80 centiméter. Testtömeg: bika 25-45 kilogramm, tehén 20-30 kilogramm. Hátán és farán a merev, fehér szőrzet általában rásimul a testére-veszély esetén felmered, és ekkor szembeötlő, így jelezve társainak a veszélyt. Szőre színe sárgás-vöröses, alul fehér. A két színt mindkét oldalon fekete sáv választja el. A hím erősen rovátkolt, S-alakban hajlott, lantszerű szarva akár 48 centiméteresre is megnőhet. A nőstény szarva 35 centiméteres lehet; vékonyabb, vége nem hajlik befelé.

## Életmódja
Az állat társas lény; a párzási időszakban háremek alakulnak ki. Tápláléka fűfélék, lágy szárú növények és lomblevelek. Fogságban akár 10 évet is élhet.

## Szaporodása
Az ivarérettséget a tehén 6-7 hónaposan, a bika egyévesen éri el. A párzási időszak az adott elterjedési területtől függ. A vemhesség 5,5-6 hónapig tart, ennek végén a tehén egy borjat ellik.

## Képek

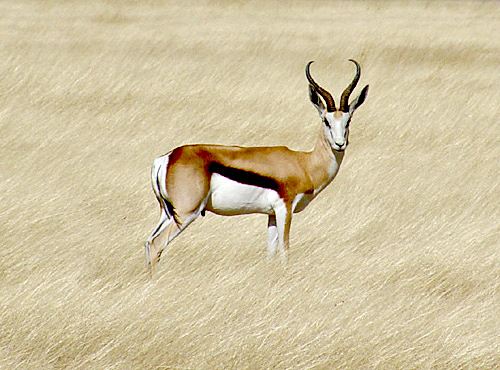
Vándorantilop az Etosha Nemzeti Parkban, Namíbiában
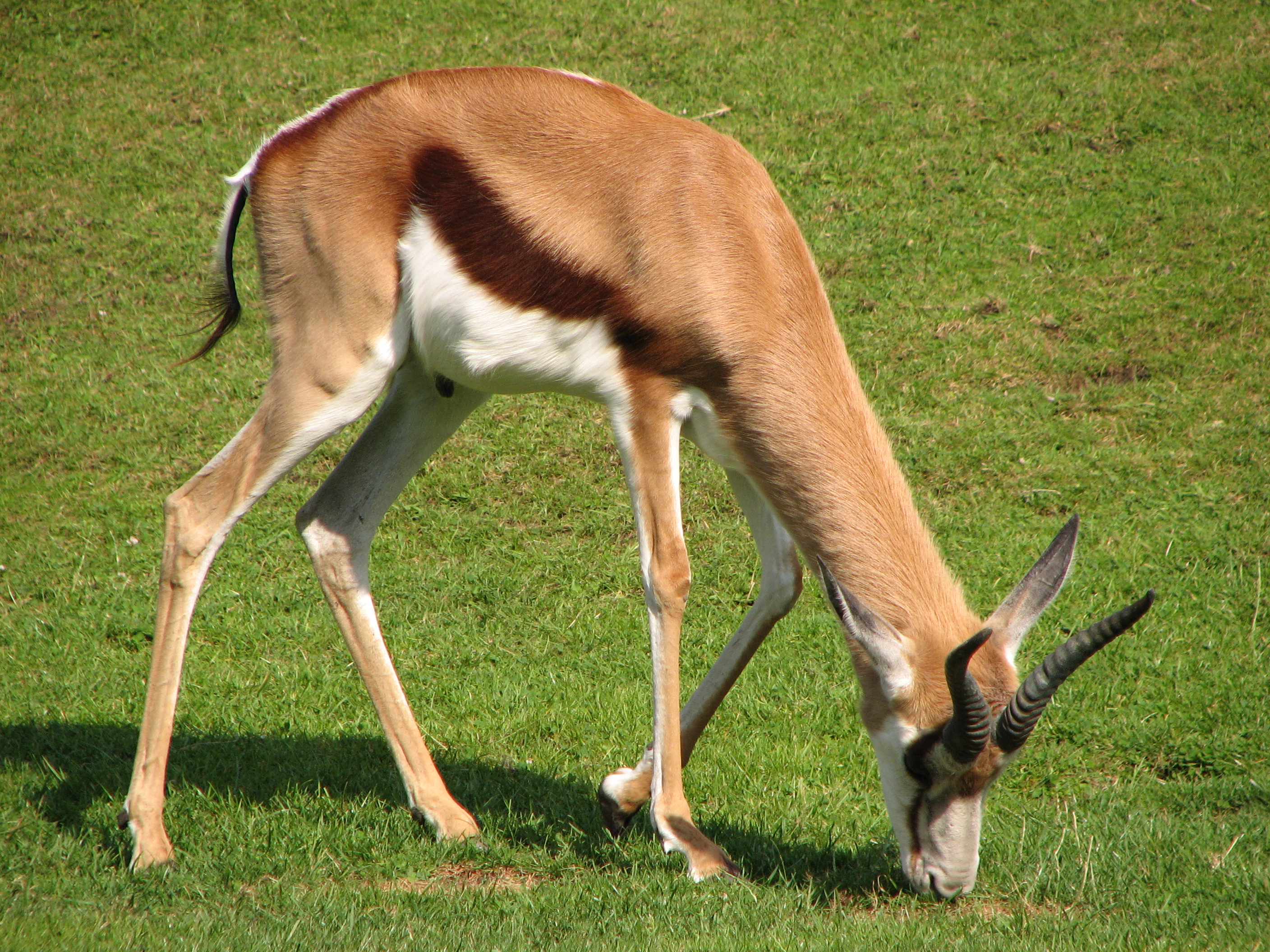
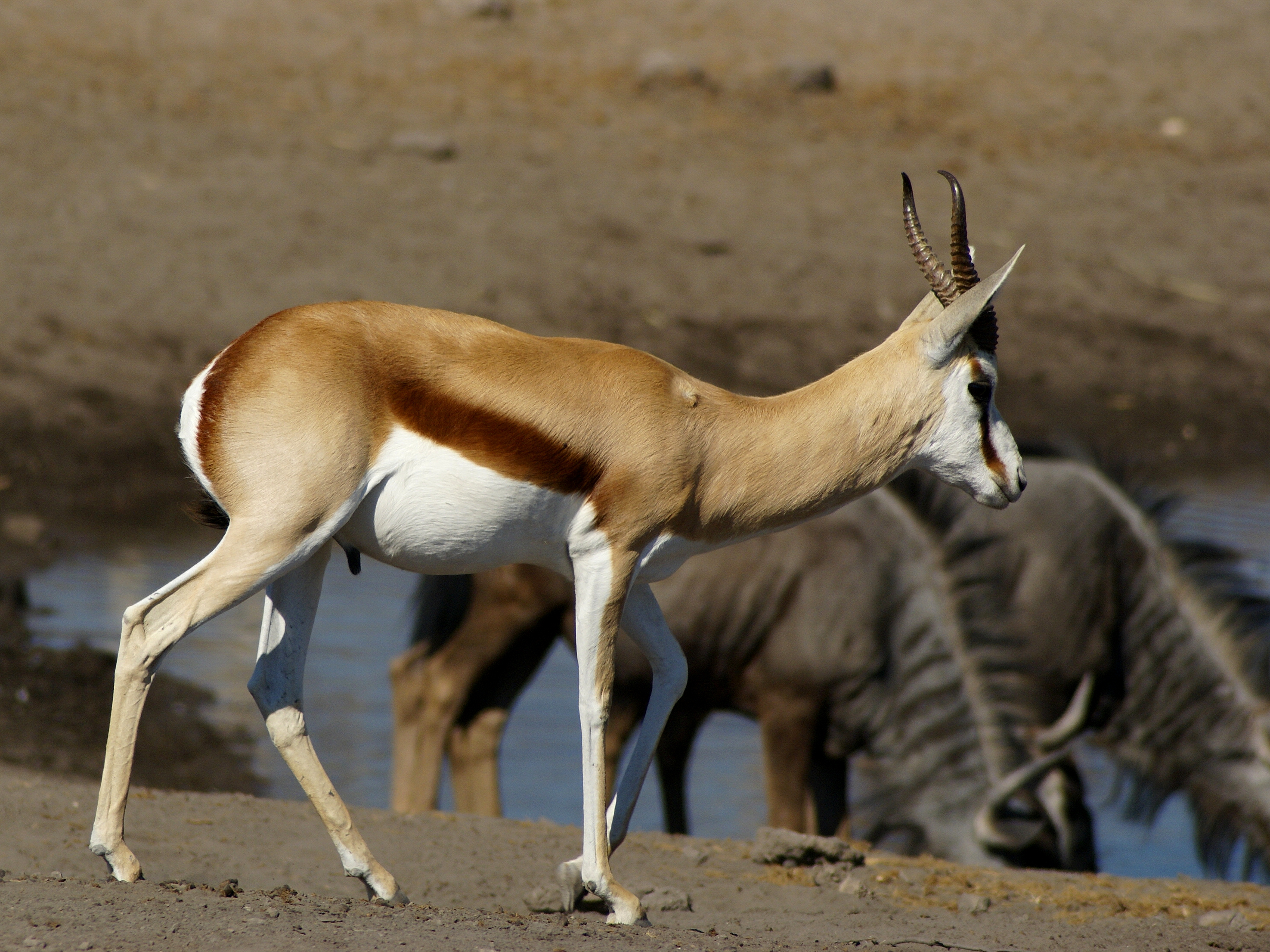